# Rue Ferrandière
Pour les articles homonymes, voir Ferrandière.
La rue Ferrandière est une rue du quartier de Bellecour située sur la presqu'île dans le 2e arrondissement de Lyon, en France.

## Situation et accès
La rue débute rue Mercière et se termine quai Jules-Courmont. La rue est traversée par les rues de Brest, Édouard-Herriot, Quatre-Chapeaux, Palais-Grillet, de la République, Grôlée, et du Président-Carnot. Le début de la voie est piéton jusqu'à la rue de Brest.

## Origine du nom
Selon toute vraisemblance, la rue porte ce nom car elle était habitée par des ouvriers travaillant le fer ou des marchands de ce métal.
Ce nom est attesté en 1380.

## Histoire
La partie entre la rue Grôlée et le quai Jules-Courmont s’appelait autrefois rue Port-Charlet. On ne connaît pas l'origine de ce nom ; Théodore Ogier donne comme hypothèse qu'un propriétaire s'appelait Charlet ou qu'il s'agit d'un diminutif de Charles, un des rois de France.
La rue est élargie lors des travaux menées par Claude-Marius Vaïsse dans les années 1860. L'élargissement se poursuit lors du percement de la rue du Président-Carnot dans les années 1890,. L'opération n'a pas totalement abouti et la rue est plus étroite à son débouché sur le quai.
Au N°8, lieu de naissance d'Henri Béraud (1885-1958) romancier et journaliste français. Il est condamné pour intelligence avec l'ennemi après la libération de la France en 1944.
En 2016, la rue est réaménagée en zone de rencontre en même temps que quatre autres du quartier, réaménagement complété par une végétalisation en 2024, apportant arbres et arbustes à quatre de ces cinq rues, dont la rue Ferrandière.